# März (Band)
März ist eine deutsche Band, die aus Ekkehard Ehlers und Albrecht Kunze besteht. Ehlers beschrieb den Stil der Gruppe als „neuen Folk“.

## Geschichte
Die erste Single der Gruppe mit dem Titel One From The Heart erschien im Jahr 2001 auf dem Berliner Indie-Label Karaoke Kalk. Im Jahr darauf folgte ihr Debütalbum Love Streams, das im Titel Bezug auf den gleichnamigen Film des Regisseurs John Cassavetes aus dem Jahr 1984 nahm. Die Stücke basierten auf Gitarren-, Banjo-, Piano- und Xylophon-Samples, die Ehlers und Kunze mit Microhouse-Rhythmen und in einigen Stücken auch mit Gesang kombinierten. Das Album entwickelte sich nach positiven Kritiken zum bis dato erfolgreichsten Album des Labels. Es tauchte als eines der besten Alben des Jahres 2002 in den Bestenlisten der Intro (Platz 19) und Spex (Redaktion Platz 12, Leser Platz 15). Das auf dem Album enthaltene Lied Everybody Had A Hard Year wurde im Jahr darauf als Untermalung für einen Fernsehspot der Firma Bahlsen genutzt. 
Das zweite Album Wir sind hier folgte – begleitet von der EP The River – im Jahre 2004.

## Diskografie

### Alben
- 2002: Love Streams (Karaoke Kalk)
- 2004: Wir sind hier (Karaoke Kalk)

### Singles und EPs
- 2001: One From The Heart (Karaoke Kalk)
- 2004: The River (Karaoke Kalk)